# Infeudació
La infeudació és l'acte pel qual el senyor lliurava un feu a un vassall a canvi de la seua fidelitat i de determinats serveis. La infeudació comportava en un sentit ampli l'homenatge, el jurament de fidelitat i la investidura pròpiament dita, tot i que no sembla que als territoris de parla catalana la investidura comportés, com en la resta d'Europa, cap ritu especial com era el lliurament de símbols o objectes, sinó només la declaració del feu cedit. El dret consuetudinari de les propietats de terra va evolucionar d'aquest concepte. A la Xina i alguns altres països del sud-est asiàtic, durant l'època de la Dinastia Zhou (1046-256 aC) els familiars i descendents de la família governant eren infeudats a canvi de promeses de contribucions per a protegir el rei o l'emperador en temps de guerra.